# Синдром тетраамелии
Синдром тетраамели́и (аутосо́мно-рецесси́вная тетраамели́я; от греч. τετράς ‘четыре’, ά ‘без’, μελος ‘член, конечность’) — очень редкое врождённое наследственное заболевание, характеризующееся отсутствием четырёх конечностей. Другие части тела, такие как лицо, череп, репродуктивные органы, анус и таз, также подвержены порокам развития. Для синдрома тетраамелии характерно аутосомно-рецессивное наследование. Заболевание связано с мутацией в гене WNT3.

## Характеристики заболевания
Синдром вызывает серьёзные пороки развития различных частей тела, включая лицо, голову, сердце, нервную систему, скелет и половые органы. Во многих случаях лёгкие недоразвиты, что делает дыхание затруднённым или невозможным. Дети с синдромом тетраамелии часто появляются на свет мертворождёнными или умирают вскоре после рождения из-за множественных пороков развития. Австралийский христианский проповедник Ник Вуйчич и японский автор и спортивный журналист Хиротада Ототакэ — одни из самых известных из ныне живущих людей, страдающих синдромом тетраамелии.

## Причина и наследственность

### Ген WNT3
За развитие синдрома отвечает рецессивная мутация в гене WNT3, который является представителем семейства WNT генов, играющих критическую роль в эмбриональном развитии. У человека ген WNT3 располагается в 17-й хромосоме.
Основной функцией, за которую отвечает белок, производимый геном WNT3, является формирование конечностей и других систем тела во время эмбрионального развития. Мутации в гене WNT3 нарушают производство в клетке полноценного белка WNT3, что приводит к нарушению нормального формирования конечностей и к другим серьёзным врождённым порокам.

### Генетика внутри семьи
В большинстве исследованных семей, в которых имеется случай рождения ребёнка с синдромом тетраамелии, это заболевание наследуется по аутосомно-рецессивному механизму. Это значит, что ген, мутации в котором отвечают за развитие синдрома, находится на аутосоме, и обе копии гена (по одному, наследуемому от каждого родителя) должны быть дефектными, для того чтобы привести к данному заболеванию. Таким образом, оба родителя пациента с аутосомно-рецессивным заболеванием являются носителями мутации гена, но обычно они не имеют никаких симптомов.
В некоторых семьях, в которых появились дети с синдромом тетраамелии, причина заболевания не установлена. Некоторые исследователи полагают, что за развитие данного заболевания в этих случаях могут отвечать ещё неизвестные мутации в гене WNT3 или в других генах, вовлечённых в процесс формирования конечностей.

## Эпидемиология
В мире зарегистрировано всего несколько случаев рождения людей с синдромом тетраамелии.

## Известные люди с синдромом тетраамелии
- Марили Адамски-Смитт
- Кристиан Арндт
- Виолетта
- Принц Рандиан
- Джоанна О’Риордан
- Йована Юмбо Руис
- Пиотр Радон
- Ник Вуйчич
- Майкл Олсон
- Марайа Скотт
- Хиротада Ототаке
- Хасиди Янг
- Николай Кобельков